# 横山真奈
横山 真奈（よこやま まな、2000年12月12日 - ）は、日本の女子バレーボール選手である。

## 来歴
宮崎県宮崎市出身。姉の試合を観たのがきっかけで小学4年生からバレーボールを始めた。
2015年、第29回JOC全国都道府県対抗中学バレーボール大会に出場し、優秀選手賞を受賞した。宮崎日本大学高等学校を経て、2019年、鹿屋体育大学に進学。九州大学リーグ戦は、春季・秋季とも4年間優勝。2019年秋季に新人賞を受賞。2022年には、春季・秋季両方でスパイク賞、ブロック賞、ベストスコアラー賞を受賞した（春季は猛打賞も受賞）。また、2020年には、全日本大学選手権大会（全日本インカレ）で優勝し、MIP賞、スパイク賞、サーブ賞を受賞した。2022-23シーズン、V.LEAGUE DIVISION1 WOMEN（V1女子）に所属するデンソーエアリービーズの内定選手となった。
2023年、大学卒業後に、デンソーエアリービーズに入団した。入団1シーズン目となる2023-24シーズンにV1女子の試合に出場し、Vリーグデビューを果たした。

## 所属チーム
- 宮崎日本大学高等学校（2016-2019年）
- 鹿屋体育大学（2019-2023年）
- デンソーエアリービーズ（2023年-）

## 受賞歴
- 2015年 - 第29回JOC全国都道府県対抗中学バレーボール大会 優秀選手賞
- 2019年 - 九州大学秋季リーグ 新人賞
- 2020年 - 全日本大学選手権大会 MIP賞、スパイク賞、サーブ賞
- 2022年 - 九州大学春季リーグ スパイク賞、ブロック賞、猛打賞、ベストスコアラー賞
- 2022年 - 九州大学秋季リーグ スパイク賞、ブロック賞、ベストスコアラー賞